# Yūsuke Iseya
Yūsuke Iseya (伊 勢 谷 友 介, 29 de marzo de 1976, Setagaya-ku, Tokio, Japón) es un actor, director, artista y hombre de negocios japonés.

## Carrera de actor
Iseya coprotagonizó con Arata Iura, Yui Natsukawa, y Susumu Terajima la película "Distance" de Hirokazu Koreeda. Apareció en "13 Asesinos" de Takashi Miike.
También apareció en películas como "Dead End Run" de Gakuryu Ishii,, "Sukijaki Western: Django. y la película "Blindness" de Fernando Meirelles.
Fue seleccionado para interpretar a Jotaro Kujo en la película de acción real del cuarto arco de JoJo's Bizarre Adventure, Diamond Is Unbreakable de 2017.

## Filmografía

### Películas
- After Life (1999)
- Kinpatsu no Sogen (2000)
- Harmful Insect (2001)
- Distance (2001)
- Yomigaeri (2002)
- Tsuki ni Shizumu (2002)
- Dead End Run (2003)
- Kakuto (2003)
- Casshern (2004)
- Lo que trajo la nieve (2005)
- El Pasajero (2005)
- Memories of Matsuko (2006)
- Sea Without Exit (2006)
- Tekkonkinkreet (2006)
- Warau Michael (2006)
- Honey and Clover (2006)
- Sukiyaki Western Django (2007)
- The Insects Unlisted in the Encyclopedia (2007)
- Dog in a Sidecar (2007)
- Densen Uta (2007)
- Closed Note (2007)
- Blindness (2008)
- 13 Asesinos (2010)
- The Fallen Angel (2010)
- Ashita no Joe (2011)
- Kaiji 2 (2011)
- Dreams for Sale (2012)
- The Land of Hope (2012)
- The Tenor - Lirico Spinto (2012)
- The Kiyosu Conference (2013)
- Ask This of Rikyu (2013)
- Rurouni Kenshin (2014)[7]
- Joker Game (2015)
- Shinjuku Swan (2015)
- Shinobi no Kuni (2017)
- JoJo's Bizarre Adventure: Diamond Is Unbreakable Chapter I (2017)
- March Comes in like a Lion (2017)
- Inuyashiki (2018)

### Televisión
- Shirasu Jiro (2009) - Jirō Shirasu
- Ryōmaden (2010) - Takasugi Shinsaku
- One no Kanata ni -Chichi to Musuko no Nikkouki Tsuiraku Jikou- (2012)
- Kuruma Isu de Boku wa Sora wo Tobu (2012)
- Onna Nobunaga (2013) - Hashiba Hideyoshi
- Hana Moyu (2015) - Yoshida Shōin